# La Jara (comarca)
La Jara és una comarca a l'oest de la Toledo i també s'estén per zones de Ciudad Real, com el municipi d'Anchuras. El cap comarcal és Los Navalucillos, per bé que depèn bastant de Talavera de la Reina amb qui té lligams històrics.

## Llista de municipis
- Los Navalucillos
- Los Navalmorales
- La Pueblanueva
- Alcaudete de la Jara
- Belvís de la Jara
- Sevilleja de la Jara
- San Martín de Pusa
- Las Herencias
- Aldeanueva de Barbarroya
- La Nava de Ricomalillo
- Espinoso del Rey
- Aldeanueva de San Bartolomé
- Mohedas de la Jara
- San Bartolomé de las Abiertas
- El Campillo de la Jara
- Santa Ana de Pusa
- Robledo del Mazo
- La Estrella
- Torrecilla de la Jara
- Puerto de San Vicente
- Retamoso
- Villarejo de Montalbán